# مل وات
مل وات (به انگلیسی: Mel Watt) نمایندهٔ حوزه انتخابیه دوازدهم کارولینای شمالی از حزب دموکرات ایالات متحده آمریکا در مجلس نمایندگان ایالات متحده آمریکا است که برای نخستین‌بار در ۲۵ ژانویه ۱۹۹۳ میلادی به‌عضویت این مجلس درآمد.